# Takeda-Shingen-Statue
Die Takeda-Shingen-Statue (jap. 武田信玄公の銅像, Takeda Shingen-kō no dōzō oder 武田信玄公像, Takeda Shingen kōzō) zeigt Takeda Shingen und befindet sich westlich des Südausgangs des Bahnhofes von Kōfu.
Der Baubeginn der aus Spendengeldern von mehr als 1000 Personen finanzierten Statue fand am 8. April 1968 statt und wurde am 12. April 1969 beendet. Ursprünglich stand die Statue direkt auf dem Bahnhofsplatz des Südausgangs, wurde aber bei dessen Renovierung zum November 1985 an ihren heutigen Ort versetzt.
Die 3,1 m hohe Bronzestatue befindet sich auf einem ebenso hohen Steinpodest aus Granit. Das Ensemble hat ein Gewicht von 5 Tonnen. Die Figur ist eine überlebensgroße Darstellung des Daimyō in einer oft auch in Ukiyo-e dargestellten Pose, sitzend auf einem Feldstuhl, den Blick zum Berg Fuji gerichtet.